# Dødens hus
Dødens hus (russisk: Мёртвый дом) er en sovjetisk film fra 1932 instrueret af Vasilij Fjodorov. Filmen er baseret på Fjodor Dostojevskijs roman Det døde hus.
Filmen havde danske premiere i Grand Teatret i 1934.

## Medvirkende
- Nikolaj Khmeljov som Fjodor Dostojevskij
- Nikolaj Podgornyj som K.P. Pobedonstzev
- Nikolaj Vitovtov som Nikolaj I
- Nikolaj Radin som L.V. Doubelt
- Vladimir Belokurov